# China Shenhua Energy
China Shenhua Energy (chinesisch 神华能源, Pinyin shénhuánéngyuán) ist ein chinesisches Bergbauunternehmen mit Firmensitz in Peking.

## Tätigkeiten

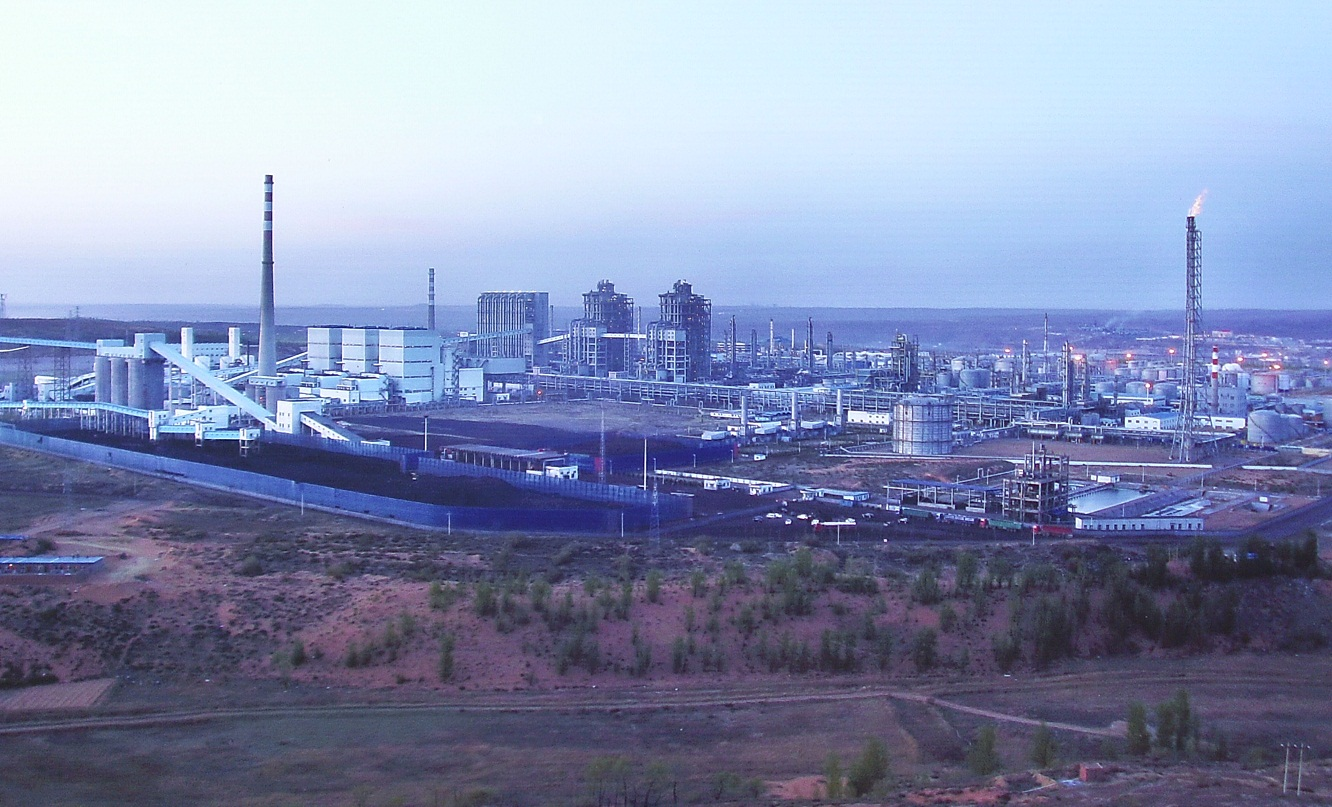
Moderne CtL-Anlage der Shenhua Group in der Inneren Mongolei, 2012

Das Unternehmen baut unter anderem im Gebiet Shenfu Dongsheng Kohle ab. Es gehört zu den größten Bergbauunternehmen Asiens und ist der größte chinesische Kohlekonzern.
China Shenhua Energy beutet bedeutende chinesische Kohlelagerstätten aus und kann dabei Synergieeffekte aus der konzerneigenen Infrastruktur nutzen. Dazu gehören das Eisenbahnnetz, zwei Hafenanlagen und elf Kohlekraftwerke mit einer installierten Leistung von 11,96 Gigawatt.
Mit einem Umsatz von 36,4 Mrd. US-Dollar erzielte das Unternehmen im Geschäftsjahr 2017 einen Gewinn von 6,7 Mrd. US-Dollar.

## Unternehmensbeteiligungen
Zum Unternehmen gehören folgende Tochterunternehmen:
- Shenhua Shenfu Coal Co.
- Dongsheng Coal Co.
- Shenhua Coal Trading
- Shenhua Shendong Power Co.
- Shenhua Railway Co.
- Shenhua Huanghua Port Co.
- Shenhua International Trading Co.
- Shenhua International (Hong Kong) Co.
- Shenhua Clean Coal Co.

Das Unternehmen übernahm 2007 die Unternehmen Shendong Coal und Shendong Energy. China Shenhua Energy ist an den Börsen Hongkong und Shanghai gelistet.
Im Januar 2017 werden mit der Manz AG und der Shanghai Electric ein Forschungs-Joint-Venture und ein so genanntes Equipment-Joint-Venture für Vertrieb und Wartung von CIGS-Dünnschicht-Solarmodulen gegründet. Es soll eine Produktionslinie mit 306 Megawatt Kapazität (im chinesischen Chongqing) und eine Forschungslinie mit 44 Megawatt Kapazität errichtet werden. Hiermit wird aufgrund der chinesischen Klimaschutzziele ein Umsteuern auf klimafreundlichere Energien eingeleitet.